# Lycaste bruncana
Lycaste bruncana là một loài thực vật có hoa trong họ Lan. Loài này được Bogarín mô tả khoa học đầu tiên năm 2007.